# Scott Shepherd
Scott Shepherd é um ator americano de cinema, teatro e televisão, mais conhecido por suas aparições nos filmes Side Effects (2013), Bridge of Spies (2015), Jason Bourne (2016) e El Camino: A Breaking Bad Movie (2019), bem como as séries The Young Pope e The Last of Us.

## Carreira
Scott Shepherd começou sua carreira de ator no teatro. Ele já apareceu em várias produções do The Wooster Group e também é conhecido por seu trabalho como narrador na peça Gatz do Elevator Repair Service.
Em 2014, Shepherd apareceu no filme de comédia Um Amor de Vizinha como Luke, junto com Michael Douglas, Diane Keaton e Sterling Jerins. Rob Reiner dirigiu o filme, que foi lançado em 25 de julho de 2014. Em 2015, Scott Shepherd desempenhou um papel coadjuvante de um agente da CIA chamado Hoffman no filme de espionagem da era da Guerra Fria, Bridge of Spies, contracenando com Tom Hanks e Mark Rylance. O filme foi dirigido por Steven Spielberg, e foi lançado em 16 de outubro de 2015 pela Walt Disney Studios Motion Pictures.
Shepherd também desempenhou o papel do Cardeal Dussolier na série da HBO, The Young Pope, junto com Jude Law. Shepherd teve um papel coadjuvante como Diretor de Inteligência Nacional, contracenando com Matt Damon, no filme de suspense Jason Bourne, que foi lançado em 29 de julho de 2016.
Em 2019, Scott Shepherd fez parte do elenco do filme El Camino: A Breaking Bad Movie uma sequência e epílogo para a série Breaking Bad.
Em 2023, Scott Shepherd apareceu na série The Last of Us, interpretando David, um pregador que é o líder de um culto canibal. No mesmo ano, ele atuou no filme Assassinos da Lua das Flores, dirigido por Martin Scorsese e estrelado por Leonardo DiCaprio, Lily Gladstone e Robert De Niro. O longa foi indicado ao Oscar de melhor filme em 2024.

## Filmografia

### Filmes
| Ano  | Titulo                                                        | Papel                                          | Notas |
| ---- | ------------------------------------------------------------- | ---------------------------------------------- | ----- |
| 1995 | Throwing Down                                                 | Wade                                           |       |
| 2011 | Brief Reunion                                                 | Teddy                                          |       |
| 2011 | Meanwhile                                                     | Irmão Joe                                      |       |
| 2013 | Side Effects                                                  | Detetive da Polícia de Nova York               |       |
| 2014 | Um Amor de Vizinha                                            | Luke                                           |       |
| 2015 | The Family Fang                                               | Crítico de arte                                |       |
| 2015 | Bridge of Spies                                               | Hoffman                                        |       |
| 2015 | Ithaca                                                        | Corbett                                        |       |
| 2016 | Jason Bourne                                                  | Diretor de Inteligência Nacional Edwin Russell |       |
| 2016 | Norman: The Moderate Rise and Tragic Fall of a New York Fixer | Bruce Schwartz                                 |       |
| 2017 | Hostiles                                                      | Wesley Quaid                                   |       |
| 2018 | Radium Girls                                                  | Mr. Leech                                      |       |
| 2019 | The Report                                                    | Senador Mark Udall                             |       |
| 2019 | X-Men: Fênix Negra                                            | John Grey                                      |       |
| 2019 | First Cow                                                     | Capitão                                        |       |
| 2019 | El Camino: A Breaking Bad Movie                               | Casey                                          |       |
| 2020 | Slow Machine                                                  | Gerard                                         |       |
| 2023 | Assassinos da Lua das Flores                                  | Bryan Burkhart                                 |       |

### Televisão
| Ano  | Titulo         | Papel                  | Notas                           |
| ---- | -------------- | ---------------------- | ------------------------------- |
| 2016 | The Young Pope | Cardeal Dussolier      | 8 episódios                     |
| 2017 | Elementary     | Anson Gephardt         | 2 episódios                     |
| 2017 | Wormwood       | Lt. Col. Vincent Ruwet | 5 episódios                     |
| 2019 | True Detective | Harris James           | 4 episódios                     |
| 2019 | Bluff City Law | George Bell            | 10 episódios                    |
| 2020 | Prodigal Son   | Dr. Simon Coppenrath   | Episódio: "Internal Affairs"    |
| 2023 | The Last of Us | David                  | Episódio: "When We Are in Need" |